# Hedera canariensis
Hedera canariensis є одним з видів роду плющ (Hedera), який є рідним для Атлантичного узбережжя на Канарських островах і в Північній Африці. Його загальна назва є Канарський плющ.

## Опис
Це вічнозелена рослина скелелаз, що росте до 20-30 метрів, на відповідних поверхнях (дерева, скелі, стіни), а також зростає як ґрунтопокривна, де немає вертикальних поверхонь. Добре лазить повітряними корінцями. Це добрий спосіб чіпляння за субстрат. У теплому кліматі зростає більш швидкими темпами ніж Hedera hibernica і Hedera helix.
Листя блискуче, зелене до 15 см шириною, черешки червоні. Квіти маленькі, зеленувато-жовті. Плоди кістянки, при дозріванні чорні.